# Mazdak giáo
Mazdak giáo là một tôn giáo ở vùng Iran và lân cận, là một nhánh cải cách từ Hỏa giáo. Tôn giáo đã được coi là một trong những ví dụ đáng chú ý nhất của mô hình chủ nghĩa cộng sản tiền hiện đại.
Tôn giáo được Zardusht đề xướng vào thời kỳ đầu của Đế quốc Sasan. Zardusht là mobad (giáo sỹ) Hỏa giáo, người cùng thời với nhà tiên tri Mani (mất năm 274). Tuy nhiên giáo phái lại được đặt tên theo tên của giáo sỹ Mazdak ở đầu thế kỷ thứ 6, người nắm quyền lực nổi bật nhất trong giáo phái, và là nhân vật gây tranh cãi trong thời trị vì của Hoàng đế Kavad I (trị vì 498–531).

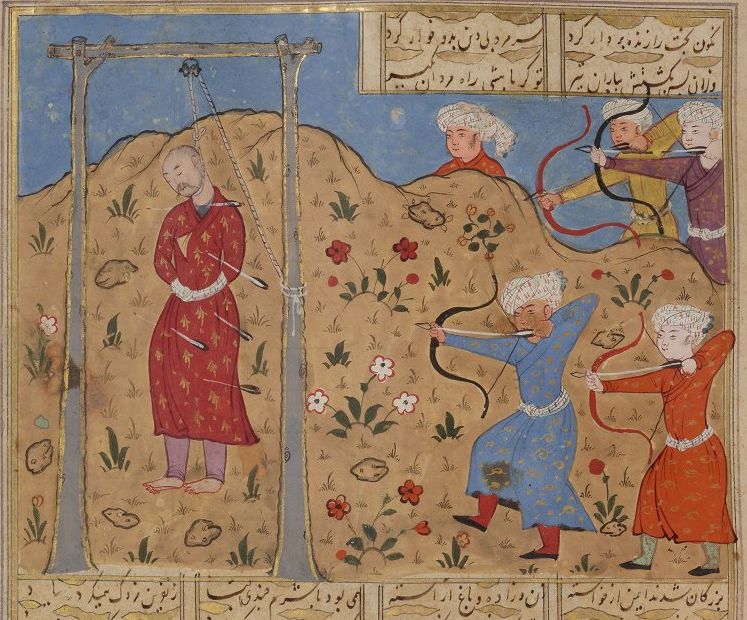
Minh họa hành hình Mazdak

## Mazdak
Mazdak (tiếng Ba Tư: مزدک, tiếng Ba Tư Trung: 𐭬𐭦𐭣𐭪; chết năm 524 hoặc 528), còn gọi là Mazdak Trẻ (Mazdak the Younger), là một mobad Hỏa giáo, nhà cải cách Iran, nhà tiên tri và nhà cải cách tôn giáo, người đã giành được ảnh hưởng dưới thời trị vì của hoàng đế Kavad I của Đế quốc Sasan. Ông tự xưng là một nhà tiên tri của Ahura Mazda, vị Chúa của Trí tuệ đã khai sinh ra Hỏa giáo (405–04 đến 359–58 TCN).
Ông xưng là "Mazdak" và được kêu là Mazdak Trẻ, thiết lập các chương trình xã hội với giáo lý mới. Tuy nhiên Hỏa giáo chính thống coi cải cách của ông là tà đạo.

## Cuộc tàn sát tín đồ Mazdak giáo
Các xung đột xã hội và quyền lực dẫn đến một chiến dịch chống lại tín đồ Mazdak giáo vào năm 524 hoặc 528, với đỉnh điểm là cuộc tàn sát hầu hết các tín đồ, bao gồm cả chính Mazdak, và khôi phục Hỏa giáo chính thống thành quốc giáo.
Một số tài liệu nêu rằng trong cuộc hành quyết 3.000 tín đồ Mazdak giáo đã bị chôn sống với bàn chân hướng lên trên để thể hiện cảnh tượng của một "khu vườn người", còn bản thân Mazdak bị treo và bị bắn với vô số mũi tên.